# Csedzsu tenger alatti vasúti alagút
A Csedzsu tenger alatti alagút egy tervezett tenger alatti alagútprojekt, amely összekötné a dél-koreai Dél-Jeolla és Csedzsu tartományokat a Csedzsu-szoros alatt, közbenső megállókkal Bogildo- és Chujado-szigeteken. A tervezett 73 km-es alagút építése előreláthatólag 11 évet vesz igénybe, becsült költsége 14,6 billió dél-koreai won (11,2 milliárd amerikai dollár).

## Története
A víz alatti alagút lehetővé tenné, hogy a KTX nagysebességű vonatok összekapcsolja Mokpo kikötővárosát és Csedzsu-szigetét. 2013. június 19-én a tartományi kormány kérte a központi kormányt, hogy a 2014-es pénzügyi év költségvetésének részeként vonjon be 10 milliárd koreai vont az alagút megtervezésére. A javasolt vasút teljes hossza 167 km, beleértve a 66 km-es felszíni szakaszt Mokpótól Haenamig, egy 28 km-es hídszakaszt Haenamtól a Bogil-szigetig és egy 73 km-es tenger alatti szakaszt Bogiltól Chuja- és Csedzsu-szigetekig.
A tartományi kormány előrejelzése szerint, mire a projekt befejeződik, 15 millió utas (összehasonlításképpen csak 2018-ban 14 millió utas repült Csedzsu és Szöul között, így ez a világ legforgalmasabb légi útvonala) használná a szolgáltatást, és 140 000 új munkahelyet hozna létre.
A délnyugati kikötővárosnak Dél-Korea legnagyobb déli szigetével való összekapcsolásának gondolatát 2007-ben vetették fel először Dél-Jeolla és Csedzsu tartományok kormányzói.
A projekt várhatóan a két fejletlen régiónak a növekedését fogja katalizálni. A tenger alatti vasutat a jelenleg folyamatban lévő Szöul–Mokpo nagysebességű vasútvonallal együtt kell majd üzemeltetni.

## Kritikák
Csedzsu lakói aggályokat vetettek fel azzal kapcsolatban, hogy az alagút építése hatással lehet a sziget őslakos kultúrájára.
A javaslatot elvetették a világ leghosszabb víz alatti alagútjának megépítésének magas költségei és technológiai kihívások miatt.
2014 augusztusában tervezték a projekt felvételét a vasúti infrastruktúra főtervébe.
Mivel a Csedzsui nemzetközi repülőtér forgalma meghaladja a kapacitását, főleg belföldi járatok kezelésében, ennek a repülőtérnek a bővítése vagy egy új repülőtér építése alternatívája lenne az alagútnak a növekvő utazási igények kezelésében.